# 다이라촌 (나가사키현 니시소노기군)
다이라촌(多以良村)은 나가사키현 니시소노기군에 있던 촌이다. 현재의 사이카이시 오세토정의 북부, 다이라 지역에 해당한다.

## 역사
- 1889년 4월 1일 - 정촌제 시행에 의해 니시소노기군 다이라촌이 성립하였다.
- 1955년 2월 11일 - 세토정, 마쓰시마촌, 유키노우라촌과 합병해 오세토정이 성립하여, 다이라촌은 지자체로서 소멸하였다.

## 참고문헌
- 角川日本地名大辞典 42 長崎県
- 西彼杵郡現勢一班「多以良村現勢内容」（1926年）国立国会図書館デジタルコレクション